# Losjön (Odensvi socken, Småland)
Losjön är en sjö i Västerviks kommun i Småland och ingår i Botorpsströmmens huvudavrinningsområde. Sjön har en area på 0,702 kvadratkilometer och ligger 83,2 meter över havet. Sjön avvattnas av vattendraget Botorpsströmmen (Tynnsån).

## Delavrinningsområde
Losjön ingår i det delavrinningsområde (641835-152545) som SMHI kallar för Utloppet av Lillsjön. Medelhöjden är 98 meter över havet och ytan är 18,91 kvadratkilometer. Räknas de 14 avrinningsområdena uppströms in blir den ackumulerade arean 206,74 kvadratkilometer. Avrinningsområdets utflöde Botorpsströmmen (Tynnsån) mynnar i havet. Avrinningsområdet består mestadels av skog (65 procent) och jordbruk (17 procent). Avrinningsområdet har 1,37 kvadratkilometer vattenytor vilket ger det en sjöprocent på 7,2 procent.